# Piotr ze Lwowa
Piotr ze Lwowa (zm. po 1 września 1435) – duchowny rzymskokatolicki. 20 września 1434 mianowany ordynariuszem żmudzkim, rządy biskupie objął 23 sierpnia 1435. Wygnany z Litwy jako zwolennik Świdrygiełły.